# Golden Triangle (università)
Golden Triangle (in italiano triangolo d'oro) è un termine usato per descrivere alcune tra le maggiori università nel Regno Unito con sede ad Oxford, Cambridge e Londra.
I tre vertici del triangolo sono formati dall'università di Cambridge nella città di Cambridge, l'università di Oxford nella città di Oxford e dall'università di Londra (che include UCL, la London School of Economics e King's College) e Imperial College London a Londra.
Buona parte dei finanziamenti per la ricerca nel Regno Unito vanno a università facenti parte del "Golden Triangle", che godono anche di un'eccellente reputazione internazionale

## Classifiche
I membri del Golden Triangle godono di un'eccellente reputazione accademica, sia nel Regno Unito sia a livello internazionale. Nella classifica QS World University Rankings del 2011, le università di Cambridge, Oxford, Imperial College e UCL sono tutte nella top 10 della classifica generale, King's College è ventisettesimo e la London School of Economics è in seconda posizione nella classifica per le scienze sociali.
| Posizione | Università                            | Nazione     |
| 1         | Università di Cambridge               | Regno Unito |
| 2         | Università di Harvard                 | Stati Uniti |
| 3         | Massachusetts Institute of Technology | Stati Uniti |
| 4         | Università di Yale                    | Stati Uniti |
| 5         | Università di Oxford                  | Regno Unito |
| 6         | Imperial College London               | Regno Unito |
| 7         | UCL                                   | Regno Unito |
| 8         | Università di Chicago                 | Stati Uniti |
| 9         | Università della Pennsylvania         | Stati Uniti |
| 10        | Columbia University                   | Stati Uniti |

## Entrate per la ricerca
Le entrate per la ricerca delle università del "Golden Triangle" sono tra le più alte del Regno Unito (ma consistono quasi esclusivamente in finanziamenti pubblici a fondo perduto: ad esempio, nel 2001-2002 il finanziamento statale è stato di 200 milioni di sterline, pari al 7% dell'intero finanziamento per l'istruzione nel Regno Unito). Per l'anno accademico 2009-10 la classifica era dominata da 4 membri del triangolo d'oro, rispettivamente: Oxford, Imperial College, UCL e Cambridge. King's era al settimo posto, mentre la London School of Economics, più piccola e specializzata, era al quarantesimo posto.
| Posizione | Università                 | Entrate (migliaia di sterline) |
| 1         | Università di Oxford       | 367 000                        |
| 2         | Imperial College London    | 296 800                        |
| 3         | UCL                        | 275 061                        |
| 4         | Università di Cambridge    | 267 700                        |
| 5         | Università di Manchester   | 194 603                        |
| 6         | Università di Edimburgo    | 185 279                        |
| 7         | King's College London      | 144 053                        |
| 8         | Università di Glasgow      | 129 163                        |
| 9         | Università di Leeds        | 119 319                        |
| 10        | Università di Liverpool    | 110 800                        |
| 40        | London School of Economics | 23 856                         |